# Christiaan Pförtner
Christiaan Pförtner (* 3. März 1966 in Berlin) ist ein ehemaliger deutscher Fußballspieler.

## Karriere als Spieler

### Vereine
In Berlin aufgewachsen, mit den Eltern nach München umgezogen, sich dem Stadtteilverein TSV Waldtrudering angeschlossen und während der Münchner Stadtmeisterschaften für die Münchner Auswahl entdeckt, zog Pförtner die Aufmerksamkeit von Talentspähern des FC Bayern München auf sich, die ihn für die C-Jugend „gewannen“. Mit 19 Jahren gehörte er zum Profi-Kader der Bayern, kam 1985/86 allerdings zu keinem Einsatz, sodass er während der laufenden Saison zum Zweitligisten SpVgg Bayreuth wechselte. Sein Debüt gab er am 20. November 1985 bei der 0:1-Niederlage bei Arminia Bielefeld. Von den 22 Spielen bis Saisonende absolvierte er – ohne Torerfolg – 21 und wechselte zur Saison 1986/87 (bis 1988/89) zum Ligakonkurrenten Fortuna Köln. In den drei Spielzeiten reifte er zum Stammspieler und erzielte in 85 Spielen 24 Tore. Es folgten drei Spielzeiten beim 1. FC Saarbrücken und nach einer Saison für den FC 08 Homburg, zwei bei Hannover 96, eine beim viertklassigen niedersächsischen Verbandsligisten TSV Havelse, ehe er 1996 zu Fortuna Köln zurückkehrte. Für die Kölner bestritt er vier Spiele; sein letztes am 22. Februar 1998 (18. Spieltag) bei der 1:2-Niederlage beim VfL Wolfsburg. 1997/98 ließ er seine Karriere beim baden-württembergischen Oberligisten SV Sandhausen ausklingen. 
Pförtner absolvierte in seiner Karriere 257 Zweitligaspiele und erzielte dabei 42 Tore. Des Weiteren kam er in vier Spielen um den DFB-Pokal zum Einsatz, wobei er drei für Hannover und eins für Fortuna Köln bestritt.

### Nationalmannschaft
Während seiner Jugendzeit beim FC Bayern München avancierte er zum Jugendnationalspieler und wurde für diverse Jugendnationalmannschaften des DFB nominiert. Sein Länderspieldebüt gab er am 12. März 1982 in Regensburg beim 1:1-Unentschieden der U16-Nationalmannschaft gegen die Auswahlmannschaft der Tschechoslowakei. Sein erstes Länderspieltor erzielte er am 27. April 1982 im württembergischen Walheim beim 3:0-Sieg gegen die Auswahlmannschaft der Sowjetunion.
Vom 1. September 1982 beim 6:1-Sieg der U18-Nationalmannschaft gegen die Auswahl Finnlands in Heilbronn, bis zum 7. Dezember 1983 bei der 0:3-Niederlage gegen die Auswahl Italiens in Falconara, bestritt Pförtner neun Länderspiele für diese Auswahlmannschaft.
In der Zeit bei Fortuna Köln gelang die Berufung in die U21-Nationalmannschaft unter Berti Vogts. Sein erstes von drei Spielen absolvierte er am 28. Oktober 1987 in und gegen die Auswahl Luxemburgs, welches mit 4:1 gewonnen wurde. Die beiden anschließenden Spiele (am 17. November, gegen die Auswahl der Niederlande und am 2. Dezember gegen die Auswahl Bulgariens) gingen mit 0:2 bzw. 1:2 verloren.

## Karriere als Trainer
Während seiner Zeit beim 1. FC Saarbrücken erwarb er die A-Trainerlizenz und betreute nach Beendigung seiner Spielerkarriere zunächst Vereine der Verbands-, Landes- und Bezirksliga, bevor er sich 2001 ausschließlich dem Kinderfußball in der „FIT-Fußballschule“ zuwandte.
Zum 1. Juli 2014 übernahm Pförtner die 1. Herrenmannschaft des Kreisliga-Aufsteigers SG Hemsbach/Sulzbach.

## Erfolge
- Deutscher Meister 1986 (ohne Einsatz) mit dem FC Bayern München
- DFB-Pokal-Sieger 1986 (ohne Einsatz) mit dem FC Bayern München